# Xã Fairfield, Quận Tuscarawas, Ohio
Xã Fairfield (tiếng Anh: Fairfield Township) là một xã thuộc quận Tuscarawas, tiểu bang Ohio, Hoa Kỳ. Năm 2010, dân số của xã này là 1.505 người.